# 목창명
목창명(睦昌明, 1645년 ~ 1695년)은 조선의 문신이다. 본관은 사천(泗川). 자는 제세(際世), 호는 취원(翠園)이다. 남인 당원으로서 탁남의 중진이었으며, 숙종조에 승정원도승지에 다섯번 임명되고 형조판서(刑曹判書)와 병조판서에 이르렀다. 좌의정 목내선의 5촌 조카이며, 실학자 성호 이익의 이복 매형이었다.

## 생애
아버지는 강원도관찰사를 지낸 목행선이고, 어머니는 파평윤씨로 사헌부장령 윤호영의 딸이다. 당색으로는 남인 당원으로, 남인 내 탁남파의 중진 좌의정 목래선은 그의 5촌 당숙이었다. 부인은 여주이씨로, 이하진의 딸이며, 성호 이익의 이복 누나이며, 실학자 반계 유형원의 외6촌 여동생이었다.
1670년(현종 11) 별시문과에 병과로 급제하고, 예문관검열이 되었다.
1674년 숙종이 즉위하자 사헌부 지평(持平)이 되었고, 이어 정언(正言), 교리(校理), 수찬(修撰), 이조 좌랑(吏曹佐郞), 응교(應敎), 승지(承旨) 등을 지냈다.
1677년 사헌부 집의(執義)로서 주세붕(周世鵬)에게 증직하고 시호를 내릴 것을 청하였다. 이어 대사간(大司諫)이 되었고, 1679년 이조 참의(吏曹參議)를 지냈다.
남인이었기 때문에 1680년 경신대출척이 일어나자 사직하였다. 1689년(숙종 15) 기사환국으로 대사간에 복직되고, 도승지(都承旨), 한성부우윤을 거쳐 대사헌(大司憲)에 올라 송시열의 처벌을 상소하였다. 이어 성균관 대사성(大司成)을 지내고, 1690년 예조 참판(禮曹參判)을 역임한 뒤, 경기도관찰사로 나갔다가 부제학이 되었다.
1692년(숙종 18) 형조판서(刑曹判書)로 승진하였고, 1693년 병조판서에 올랐다.
1694년 대사헌으로 재직 중 갑술옥사로 다시 서인이 정권을 잡자 탄핵을 받고 삭주(朔州)에 안치되었다. 1699년 직첩(職牒)이 환급되어 관작이 복구되었다.

## 가족
- 아버지 : 관찰사 목행선(睦行善)
- 어머니 : 장령 윤효영(尹孝永)의 딸 파평 윤씨(坡平尹氏)
  - 부인 : 여주이씨, 이하진(李夏鎭)의 딸
    - 아들 : 목중광(睦重光)
    - 며느리 : 안동 김씨(安東金氏) 김봉지(金鳳至)의 딸
      - 손자 : 목시경(睦時敬)